# Schwarzach im Pongau
Schwarzach im Pongau es una localidad del distrito de Sankt Johann im Pongau, en el estado de Salzburgo, Austria, con una población estimada a principio del año 2018 de 3515 habitantes. 
Se encuentra ubicada en el centro del estado, al sur de la ciudad de Salzburgo —la capital del estado— y al norte de la frontera con el estado de Carintia.

## Personajes famosos
- Giuliana Olmos (1993-), tenista;
- Stefan Kraft (1993-), saltador de esquí;
- Chiara Hölzl (1997-), saltadora de esquí.